# Rosemary Popa
Rosemary Popa OAM (* 30. Dezember 1991 in Melbourne) ist eine australische Ruderin, die bis 2014 für die Vereinigten Staaten antrat. 2019 wurde sie Weltmeisterschaftszweite im Achter. 2021 wurde sie Olympiasiegerin im Vierer ohne Steuerfrau.

## Sportliche Karriere
Rosemary Popa begann 2005 mit dem Rudersport. Bei den U23-Weltmeisterschaften 2011 belegte sie mit dem amerikanischen Doppelvierer den siebten Platz, im Jahr darauf war sie Achte im Zweier ohne Steuerfrau. Ihren letzten Auftritt für die Vereinigten Staaten bestritt sie im Ruder-Weltcup 2014, als sie in Sydney Siebte im Zweier ohne Steuerfrau wurde.
Seit 2015 rudert die etwa 1,80 m große Popa für ihr Geburtsland Australien. Bei den Weltmeisterschaften 2015 belegte sie mit dem australischen Achter den achten Platz. Danach konzentrierte sich Popa auf ihr Soziologie-Studium an der University of California, Berkeley. Nach ihrem Abschluss kehrte sie Ende 2017 in die australische Rudernationalmannschaft zurück. 2018 gewann sie im Vierer ohne Steuerfrau die Weltcupregatten in Linz und Luzern zusammen mit Lucy Stephan, Sarah Hawe und Molly Goodman. Für die Weltmeisterschaften 2018 rückte Popa in den Achter. In der Besetzung Leah Saunders, Georgina Gotch, Rosemary Popa, Georgina Rowe, Annabelle McIntyre, Ciona Wilson, Jacinta Edmunds, Emma Fessey und Steuermann James Rook gewann der australische Achter hinter dem Boot aus den Vereinigten Staaten und den Kanadierinnen Bronze bei den Weltmeisterschaften in Plowdiw. 2019 siegten die Australierinnen beim Weltcup in Posen und belegten in Rotterdam den zweiten Platz hinter den Neuseeländerinnen. In der Besetzung Leah Saunders, Jacinta Edmunds, Bronwyn Cox, Georgina Rowe, Rosemary Popa, Annabelle McIntyre, Jessica Morrison, Molly Goodman und James Rook gewannen die Australierinnen bei den Weltmeisterschaften in Linz/Ottensheim Silber hinter Neuseeland und vor dem Boot aus den Vereinigten Staaten. Nach der Zwangspause wegen der COVID-19-Pandemie traten Lucy Stephan, Rosemary Popa, Jessica Morrison und Annabelle McIntyre bei den Olympischen Spielen in Tokio im Vierer ohne Steuerfrau an und gewannen den Titel mit 0,34 Sekunden Vorsprung auf die Niederländerinnen. Hierfür wurde sie 2022 mit der Medaille des Order of Australia ausgezeichnet.
Rosemary Popa ist die Tochter von Susan Chapman-Popa und Ion Popa, die beide bei den Olympischen Spielen 1984 für Australien eine Medaille im Rudern gewannen.